# アレックス・グローザ
アレックス・ジョン・グローザ (Alex John Groza, 1926年10月7日 - 1995年1月21日) は、アメリカ合衆国の元プロバスケットボール選手、指導者。身長201cm、体重99kg。ポジションはセンター。ケンタッキー大学及びNBAでスター選手として活躍したが、大学時代に八百長に関与したことが発覚し、1951年にリーグから永久追放処分を受けた。1948年ロンドン五輪金メダリスト。

## 経歴

### 生い立ちと学生時代
アレックス・グローザはオハイオ州マーティンズフェリーで生れた。2歳年上の兄ルーは後にNFLでプロボウルに9度選ばれ、殿堂入りも果たした名選手である。アレックスも優れたアスリートであり、高校時代には1試合41得点をあげるなど目覚ましい活躍を見せた。1944年には州のオール1stチームに選ばれている。
進学したケンタッキー大学では1948年・1949年とNCAAトーナメント2連覇を達成し、その両方でトーナメントMVPに輝いた。またオールアメリカンには3年連続で名を連ねた。在学中の1948年にはロンドン五輪アメリカ代表に選ばれ、チーム1位の大会平均11.1得点をあげて金メダルを獲得している。

### プロキャリア
グローザは1949年のBAAドラフトにおいて全体2位でインディアナポリス・オリンピアンズに入団した。オリンピアンズでは、大学時代のチームメイトで同期入団したラルフ・ベアードとともに、チームのエースとして活躍した。デビューから2シーズン連続でオールNBA1stチーム入りを果たし、1951年に開催された第1回NBAオールスターゲームにも出場した。また2年連続でフィールドゴール成功率リーグ1位の記録を残している。
1951年、NCAAにおいて複数の強豪大学の選手が恒常的に八百長行為を行っていたことが発覚し、カレッジバスケット界を揺るがす一大スキャンダルとなった。NBAはこれを受け、グローザやベアードら大学時代に不正行為に関与した選手をリーグから永久追放することを決定した。このためグローザはシーズン平均20得点を記録しながら引退した史上初の選手となった。
NBAでの成績は130試合に出場して通算2,925得点709リバウンド（平均22.5得点10.7リバウンド）であった。

### 引退後
グローザは1959年にケンタッキー州ルイビルにあるベラーマイン大学のコーチとなり、1963年にはカンファレンス年間最優秀コーチに選ばれた。その後70年代にはABAに移り、ケンタッキー・カーネルズとサンディエゴ・コンキスタドアーズでヘッドコーチを務めた。ABAでは40試合を指揮して戦績は17勝23敗であった。またコンキスタドアーズのゼネラルマネージャーなど要職を歴任した。
グローザは1995年に癌のため68歳で死去した。

## 個人成績
| *    | リーグ1位    |
| 太字 | キャリアハイ |

### レギュラーシーズン
| Season   | Team     | GP  | FG%   | FT%   | RPG  | APG | PPG  |
| -------- | -------- | --- | ----- | ----- | ---- | --- | ---- |
| 1949–50  | INO      | 64  | .478* | .729  | –    | 2.5 | 23.4 |
| 1950–51  | INO      | 66  | .470* | .786  | 10.7 | 2.4 | 21.7 |
| Career   | Career   | 130 | .474  | .765  | 10.7 | 2.4 | 22.5 |
| All-Star | All-Star | 1   | .500  | 1.000 | 13.0 | 1.0 | 17.0 |

### プレーオフ
| Year   | Team   | GP | FG%   | FT%  | RPG  | APG | PPG  |
| ------ | ------ | -- | ----- | ---- | ---- | --- | ---- |
| 1950   | INO    | 6  | .595* | .831 | –    | 2.0 | 22.8 |
| 1951   | INO    | 3  | .493* | .758 | 14.0 | 0.7 | 32.3 |
| Career | Career | 9  | .544  | .804 | 14.0 | 1.6 | 26.0 |